# طوم ميتشيل (سياسي)
طوم ميتشيل (بالإنجليزية: Tom Mitchell)‏ هو سياسي بريطاني، ولد في 29 يوليو 1931. في وسط الستر 1955  حسب الانتخاب ‏، انتخب عضو البرلمان الحادي والأربعين للمملكة المتحدة ‏ عن دائرة وسط الستر (11 أغسطس 1955 – 7 أكتوبر 1955) وفي الانتخابات العامة في المملكة المتحدة 1955 ‏، انتخب عضو البرلمان الحادي والأربعين للمملكة المتحدة ‏ عن دائرة وسط الستر (26 مايو 1955 – 18 يوليو 1955).